# Moerasgrashalmdansvlieg
De moerasgrashalmdansvlieg (Hybos femoratus) is een vliegensoort uit de familie van de Hybotidae. De wetenschappelijke naam van de soort is voor het eerst geldig gepubliceerd in 1776 door Muller.